# Жизнь ни во что
«Жизнь ни во что (Лбо́вщина)» — историко-приключенческая повесть А. П. Гайдара, действие которой происходит во время революционных выступлений 1905—1908 годов. Впервые издавалась с 10 января по 3 марта 1926 года в пермской газете «Звезда», на страницах которой Гайдар и до этого публиковал свои произведения. По словам Т. А. Гайдара, главы повести выходили в печать сразу после их создания. Повесть не переиздавалась с 1926 года и не была включена в Собрание сочинений 1964 года. 

## Сюжет
Действие повести, как указывает сам автор, происходит 

у Пермских лесов, в зелёном шелесте расцветающих лужаек, над гладкой скатертью хрустящего под лыжами снега, под мерный плеск седоватых волн молчаливой гордой Камы, при ярких солнечных блесках зимних дней и при тёмных тревожных шорохах летних ночей, охваченных кольцом ингушей и казаков
— 1926
Уральский рабочий Лбов, не приняв поражение восстания в Мотовилихе, со своими немногочисленными товарищами уходит в подполье и продолжает вести борьбу с царским правительством. Вскоре ряды партизан пополняют опытные петербургские террористы — Демон, Гром, Змей и Фома. Так создаётся грозный отряд, который не щадит человеческих жизней и вступает во многочисленные схватки с противником, зачастую «нервные и безрассудные».
«Лбову в повести противостоит казачий хорунжий Астраханкин, у которого есть невеста Рита Нейберг – дочь правителя канцелярии пермского губернатора. Эти трое и безымянная любовница партизанского вожака образовывают сложный любовный квадрат, отношения внутри которого обеспечивают развитие главной линии сюжета. Ещё один персонаж – титулярный советник Феофан Никифорович Чебутыкин, часто попадающий в нелепые ситуации, стал основой побочной линии».

## История создания
После увольнения в 1924 году из Красной Армии, Аркадий Гайдар, по совету и рекомендациям своих друзей-журналистов, устраивается в пермскую окружную газету «Звезда». Период писательской деятельности на Урале — два неполных года стали для Гайдара чрезвычайно плодотворными, несмотря на их относительную неосвещённость.
В 1925 году в Перми праздновался двадцатилетний юбилей революции в Мотовилихе. Из архивных документов было поднято имя А. М. Лбова. Эта историческая фигура, вокруг которой к тому времени были сложены легенды, заинтересовала молодого писателя. Идея создания повести была поддержана редакцией «Звезды». Началась напряжённая и поспешная работа над книгой.
Рабочими материалами Гайдара стали пермские архивы. Разобщённость фактов, обширность сведений и отсутствие времени стали определённой преградой для писателя. Его вдохновляли встречи с лбовцами, во время которых раскрывались новые детали, события, более подробно описывались характеры отдельных партизан. Безусловно, всего этого не было в официальных исторических документах.
10 января 1926 года «Звезда» начала публикацию неоконченной повести. По воспоминаниям современников, в Мотовилихинском клубе Гайдар читал главы из «Жизни ни во что» и интересовался мнением рабочих.
В примечании к повести автор пишет: «Все главнейшие факты, отмеченные в повести, верны, но, конечно, обработаны в соответствии с требованиями фабулы. Имена главных героев подлинны. Все остальные нарочно вымышлены, ибо многие из участников лбовщины ещё живы и я не хотел находиться в зависимости от могущих быть замечаний с их стороны по поводу некоторого расхождения повести с массой мелких исторических фактов». Это заявление, во-первых, было ответом на недовольство пермских историков и самих лбовцев искажением некоторых фактов, что не лучшим образом отразилось на подробности описания событий во второй части произведения, и, во-вторых, давало понять, что Гайдару интересен Лбов не как историческая фигура, а, прежде всего, как личность.

## Художественные особенности
Аркадий Гайдар, работая над повестью, продолжал издание фельетонов и прочих работ, требовала внимания молодая семья, времени до празднования юбилея революции в Мотовилихе оставалось в обрез. Всё это наложило отпечаток на художественное качество произведения и полноту изложения исторических фактов.
Между тем, нельзя не отметить увлечённость писателя описываемыми им событиями. Он ярко и точно рисует сцены сражений, при этом уделяет недостаточное внимание лагерю противника. Ещё в предисловии к повести Гайдар выражает своё мнение — он искренне восхищён лбовцами.
В произведении не задана чёткая хронология событий. В повести Гайдар указывает лишь две даты — 13 декабря 1905 года и март 1907 года. Он разрешает себе навести свой порядок, творчески расставить события и персонажей.
Молодой писатель понимает несовершенство своего труда и намеревается его переработать, о чём пишет в своём дневнике в 1932 году:
Когда-нибудь я всё-таки — из „Лесных братьев“ и „Лбовщины“ — сделаю интересную книгу.
Несмотря на авторскую самокритику, в одной из рецензий на произведение отмечается, что повесть «Жизнь ни во что» стала большим прорывом в творчестве А. П. Гайдара.

## Отзывы читателей
Повесть «Жизнь ни во что» с первых дней публикации пользовалась у читателей большим успехом. Её читали с интересом.
В своём отчёте редакция газеты сообщает следующее:
"Повесть Гайдара вызвала почти одинаковые отзывы.
— Я пережил эту лбовщину, — говорит один, — и отчасти знаком с ней. Повесть может не удовлетворить тем, что печатается не ежедневно. Если бы её выпустить отдельной книжкой, она бы разошлась хорошо.
— Повесть интересна. Когда её нет, газета кажется несколько сухой, — говорит один из рабочих".
Аркадий Гайдар стал первым писателем, открывшим образ Лбова своему читателю. Как считала литературный критик В. В. Смирнова,
"как в первые дни в армии пришлось ему все соображать самому и о многом догадываться и в бою приобретать опыт, так и в литературной жизни был брошен он сразу на глубокое место и должен был напрячь все силы, чтобы выплыть".
Редакция газеты Комсомолец после переиздания повести в 1929 году оставила несколько отзывов:
"Из-за неё многие и свою газету прочитывают". <...>
"Впервые в „Комсомольце“ молодёжь увидела повесть Гайдара „Жизнь ни во что“, за которой каждый читатель следил с напряжением"…
Повесть подверглась критике и в лице руководителя пермского бюро истории партии К. Ольховской, которая считала неуместным творческое отношение к реальным событиям.

Одной из глав повести «Жизнь ни во что» стал малоизвестный рассказ Аркадия Гайдара «Провокатор», опубликованный в «Звезде» 29 ноября 1925 года. Но так как рассказ был издан на страницах той же самой газеты, что и повесть, писатель включил его в книгу с соответствующим авторским комментарием только после выхода отдельного издания в 1926 году.

## Публикации текста
- Гайдар А. П. Жизнь ни во что (Лбовщина). — Пермь : Пермкнига, 1926. — 72 с. — 8000 экз.